# 御影駅 (阪急)
御影駅（みかげえき）は、兵庫県神戸市東灘区御影二丁目にある、阪急電鉄神戸本線の駅。駅番号はHK-12。

## 歴史
- 1920年（大正9年）7月16日：阪神急行電鉄（当時の社名）神戸線開通と同時に開業[4]。
- 1968年（昭和43年）：駅西側に引き上げ線が設置される[3]。
- 1995年（平成7年）
  - 1月17日：阪神・淡路大震災により被災。営業休止となる。
  - 2月13日：当駅 - 王子公園駅間が復旧[4]。同区間で普通列車の折り返し運転を開始。
  - 3月13日：王子公園駅 - 神戸三宮駅 (阪急)間が復旧[4]。当駅 - 三宮駅間で普通列車の折り返し運転を開始。
  - 6月1日：岡本駅 - 当駅間が復旧[5]。夙川駅 - 神戸高速鉄道新開地駅間で普通列車の折り返し運転を開始。
  - 6月12日：西宮北口駅 - 夙川駅間が復旧し、全線開通[5]。
- 2008年（平成20年）2月29日：駅西側のアンダーパスが完成し、神戸市都市計画道路弓場線が延伸開通。駅北側に駅前ロータリーが新設され接続される(ロータリーの整備は継続)。
- 2013年（平成25年）12月21日：駅番号導入[6][7]。
- 2014年（平成26年）3月：駅北側の駅前ロータリーが完成[8]。北改札口を移設。

## 駅構造
2面2線の相対式ホームを有する地上駅。神戸三宮側に待避線（詳しくは後述）があるため、停留所ではない。
改札口は各ホームの大阪梅田方にあるが、ホームが傾斜面上にあるため、コンコースを含めホームより下層に設けられている。両ホームは地下道によって連絡しており、エレベーターも設置されている。
南改札口には駅係員が配置されているが、北改札口には配置されておらず、通話の際は備え付けのインターホンを使用する。トイレは神戸三宮方面ホームの大阪梅田寄りにあり、多機能タイプも併設されている。
当駅のすぐ西側、上下本線の間には待避線が1本設けられている。1968年4月から1998年2月まで、神戸本線では西隣の六甲駅まで山陽電気鉄道との直通運転を行なっていたが、山陽の列車はこの待避線まで回送されて折り返していた。直通運転終了後も2022年12月まで、平日の朝ラッシュ時に三宮で増結を行う車両（2両編成）が西宮車庫から回送される際に一旦ここに入線し、営業列車を待避していた。

### のりば
| 号線 | 路線      | 方向 | 行先                               |
| ---- | --------- | ---- | ---------------------------------- |
| 1    | ■神戸本線 | 下り | 神戸三宮・新開地・山陽電鉄線方面   |
| 2    | ■神戸本線 | 上り | 大阪梅田・西宮北口・京都・宝塚方面 |

※実際には構内にのりば番号表記はないが、スマートフォン向けアプリ「阪急沿線アプリ」の発車案内機能では、神戸三宮方面が1号線、大阪梅田方面が2号線と表示されている。

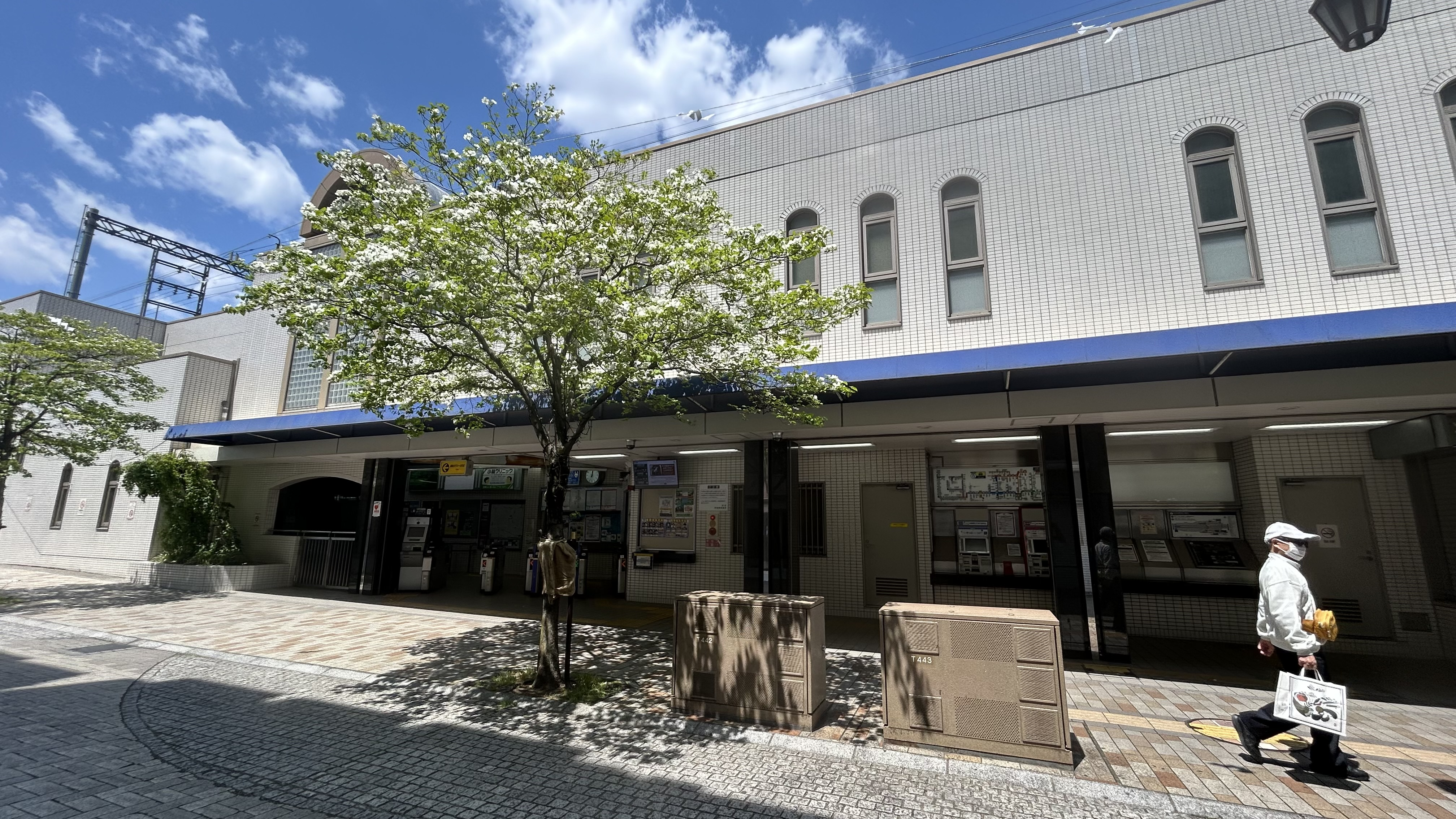
南口
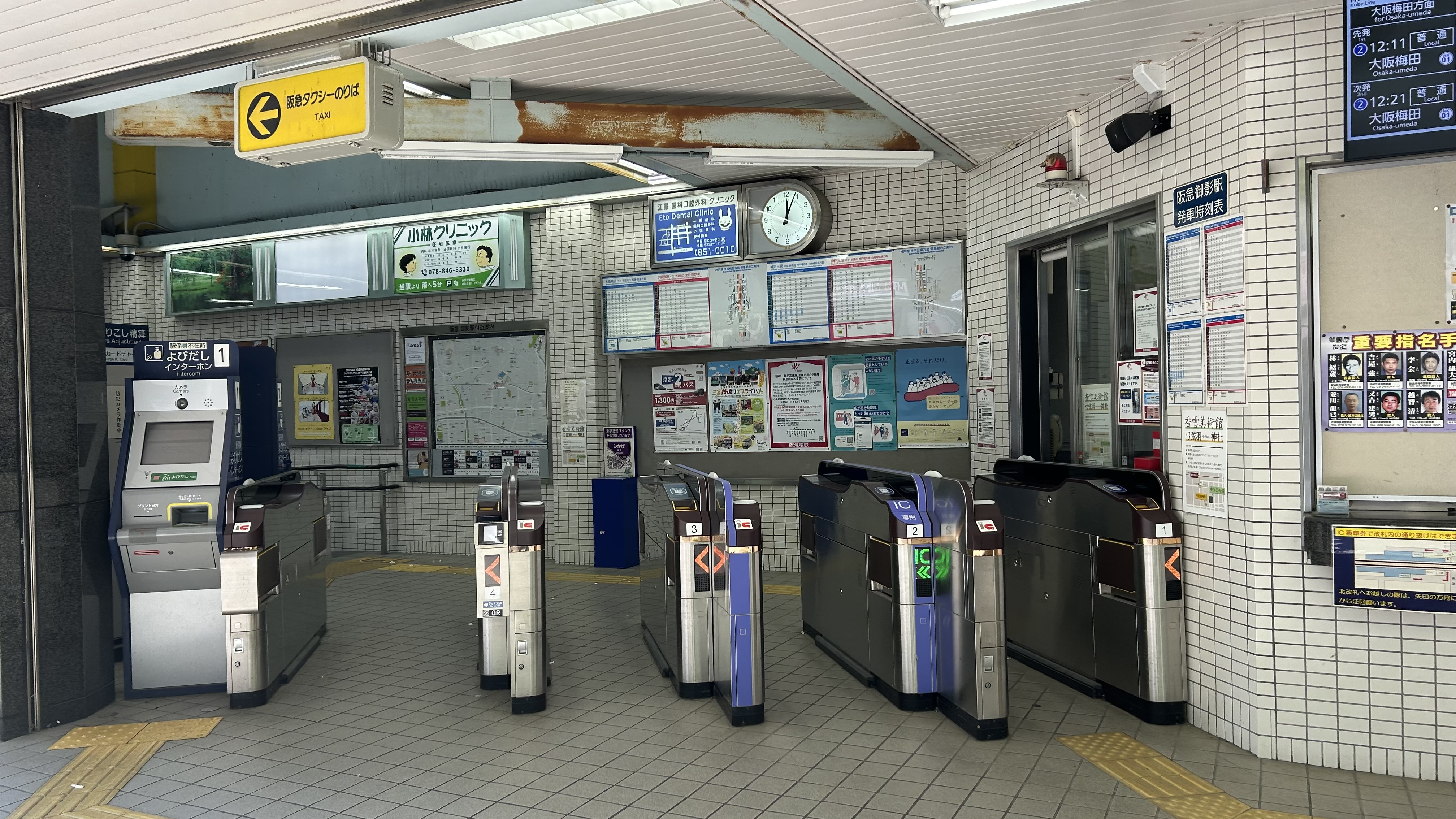
南改札口
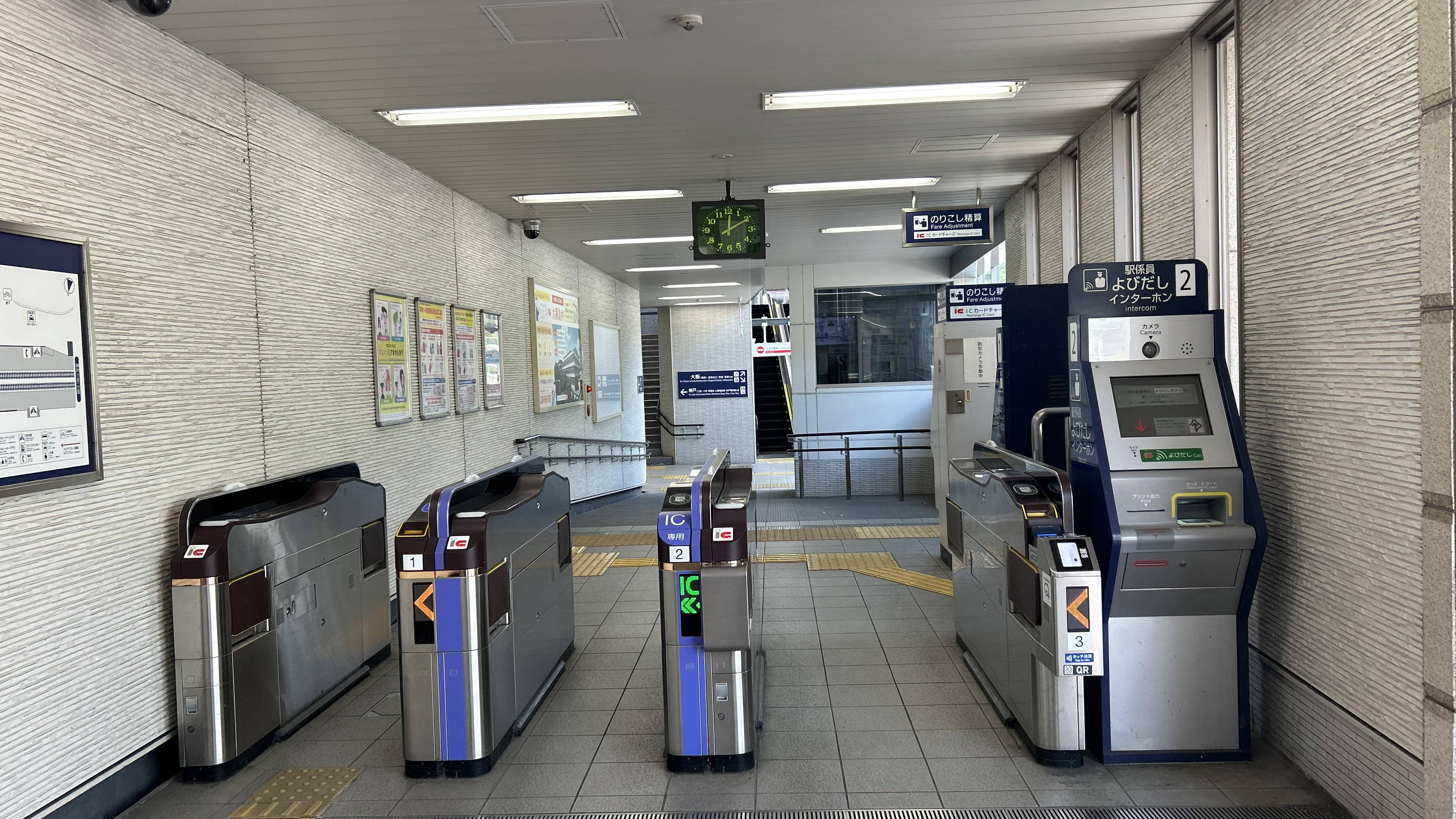
北改札口
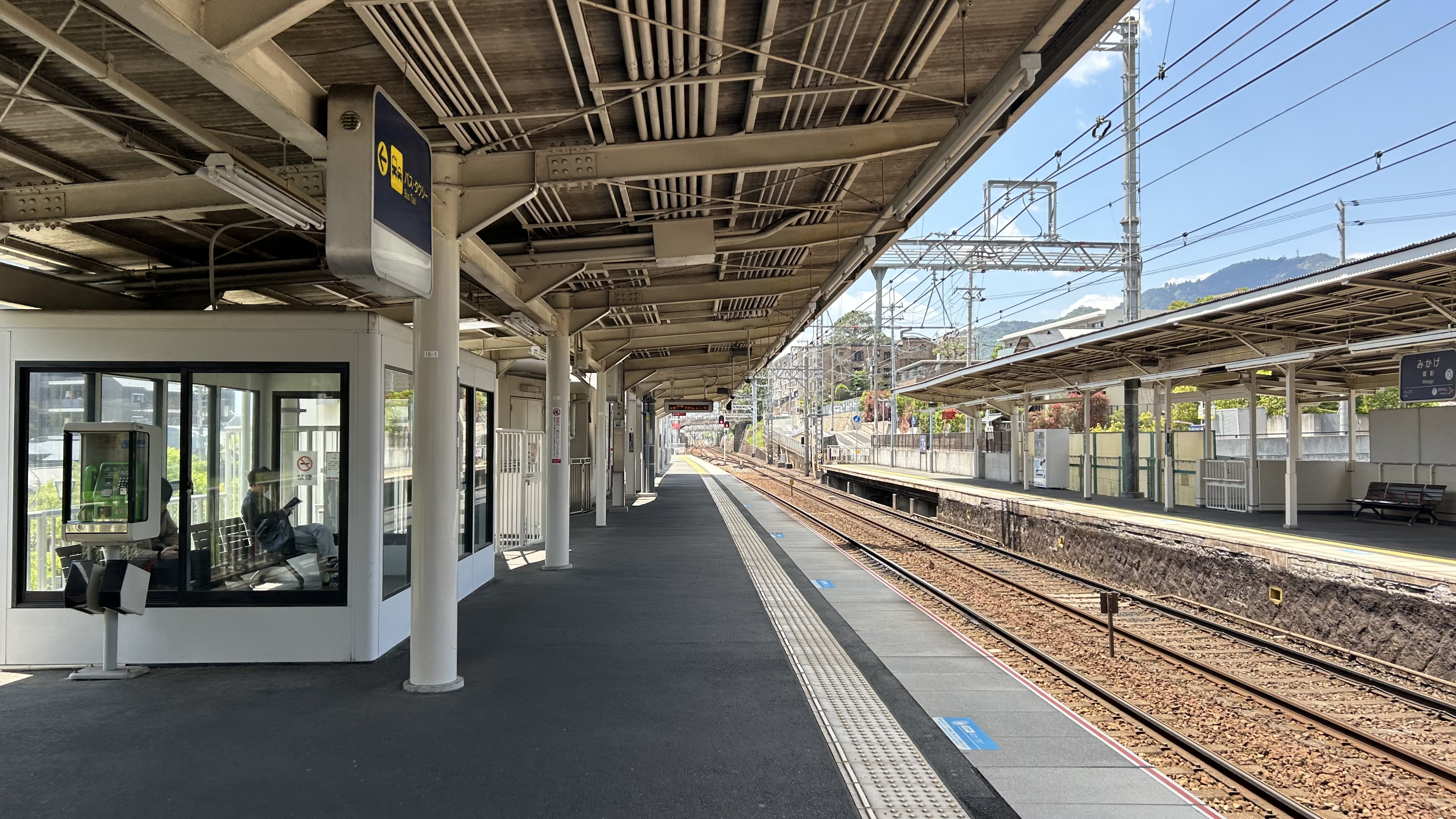
神戸方面ホーム
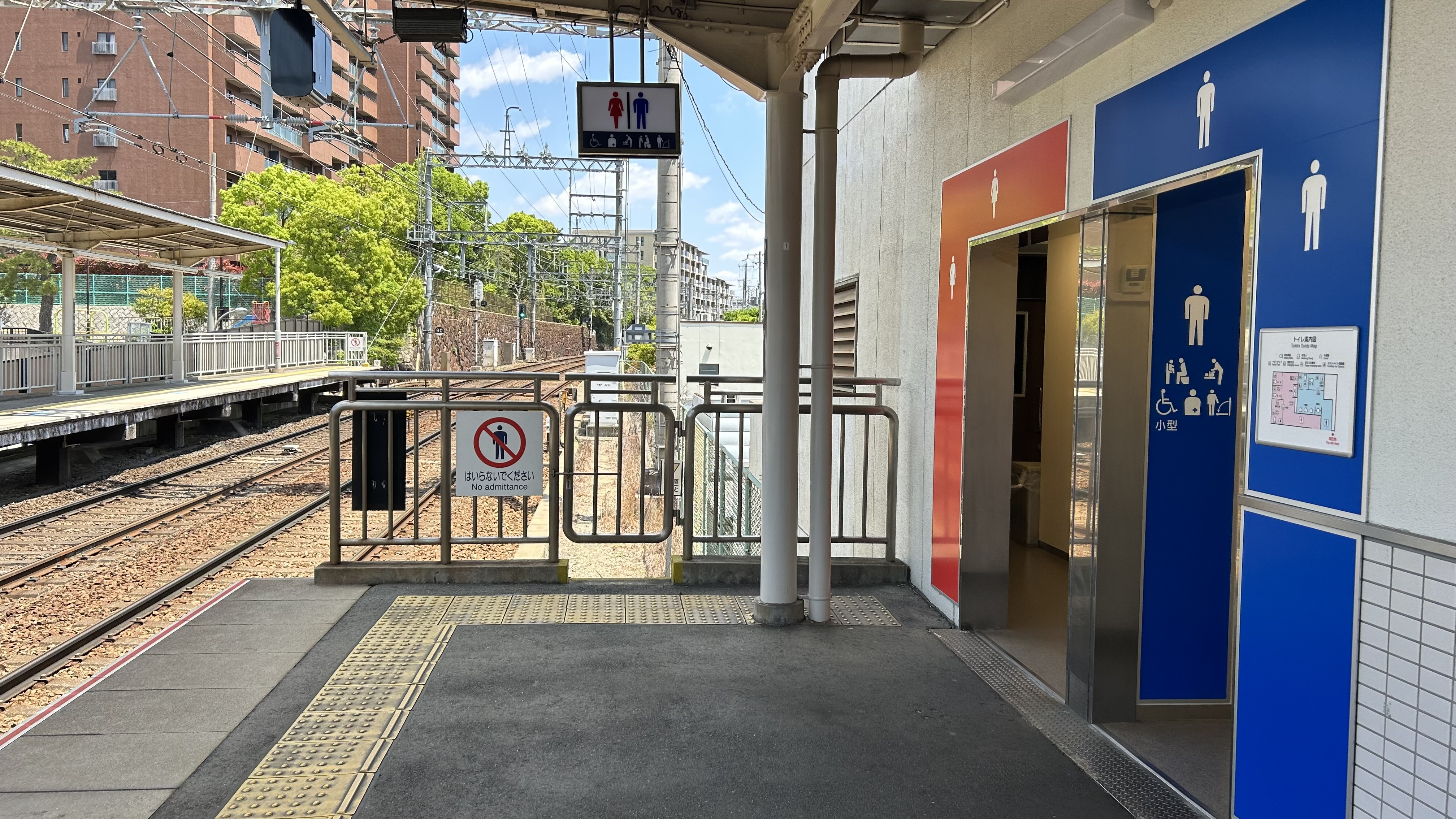
トイレ
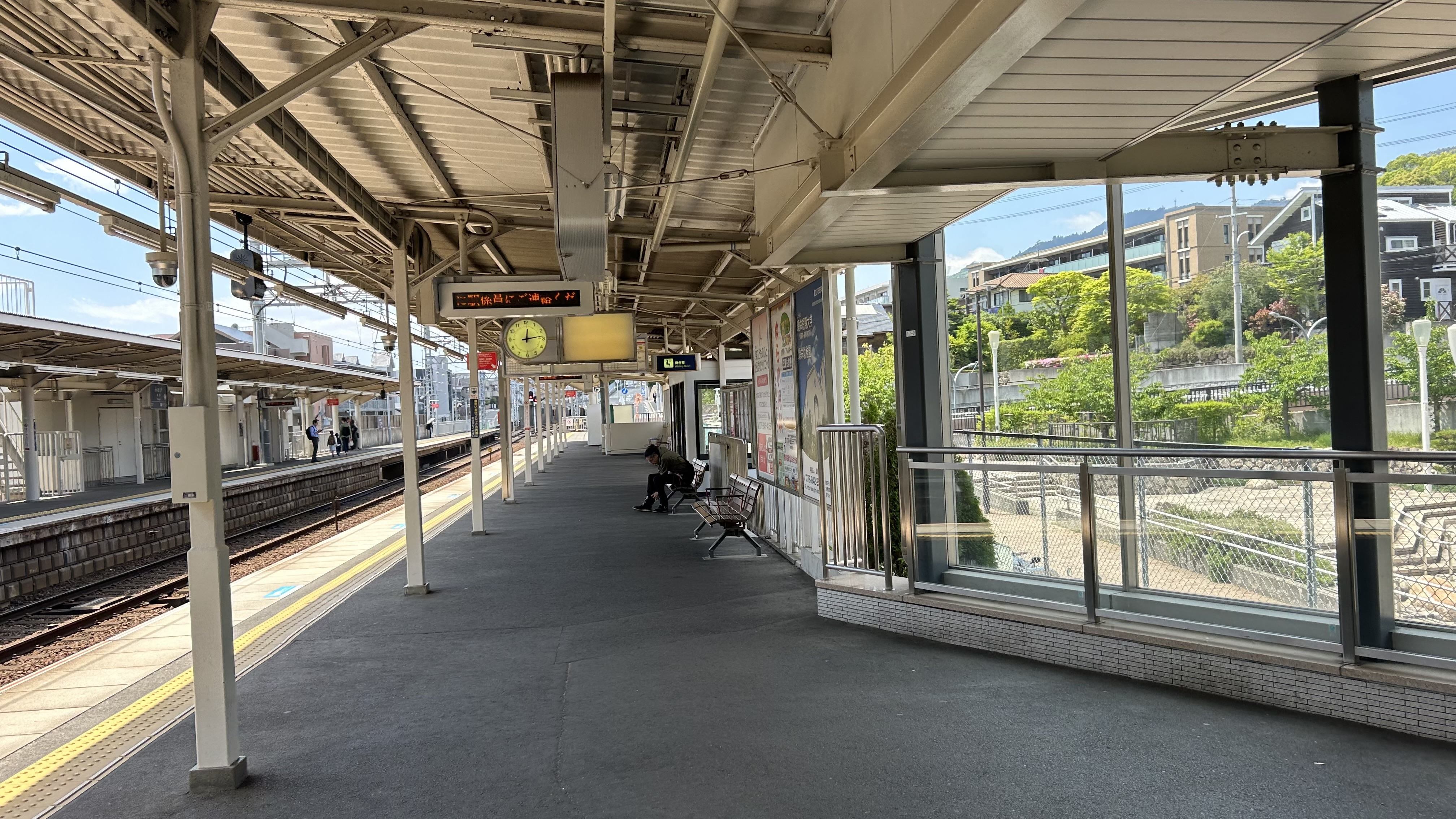
大阪方面ホーム
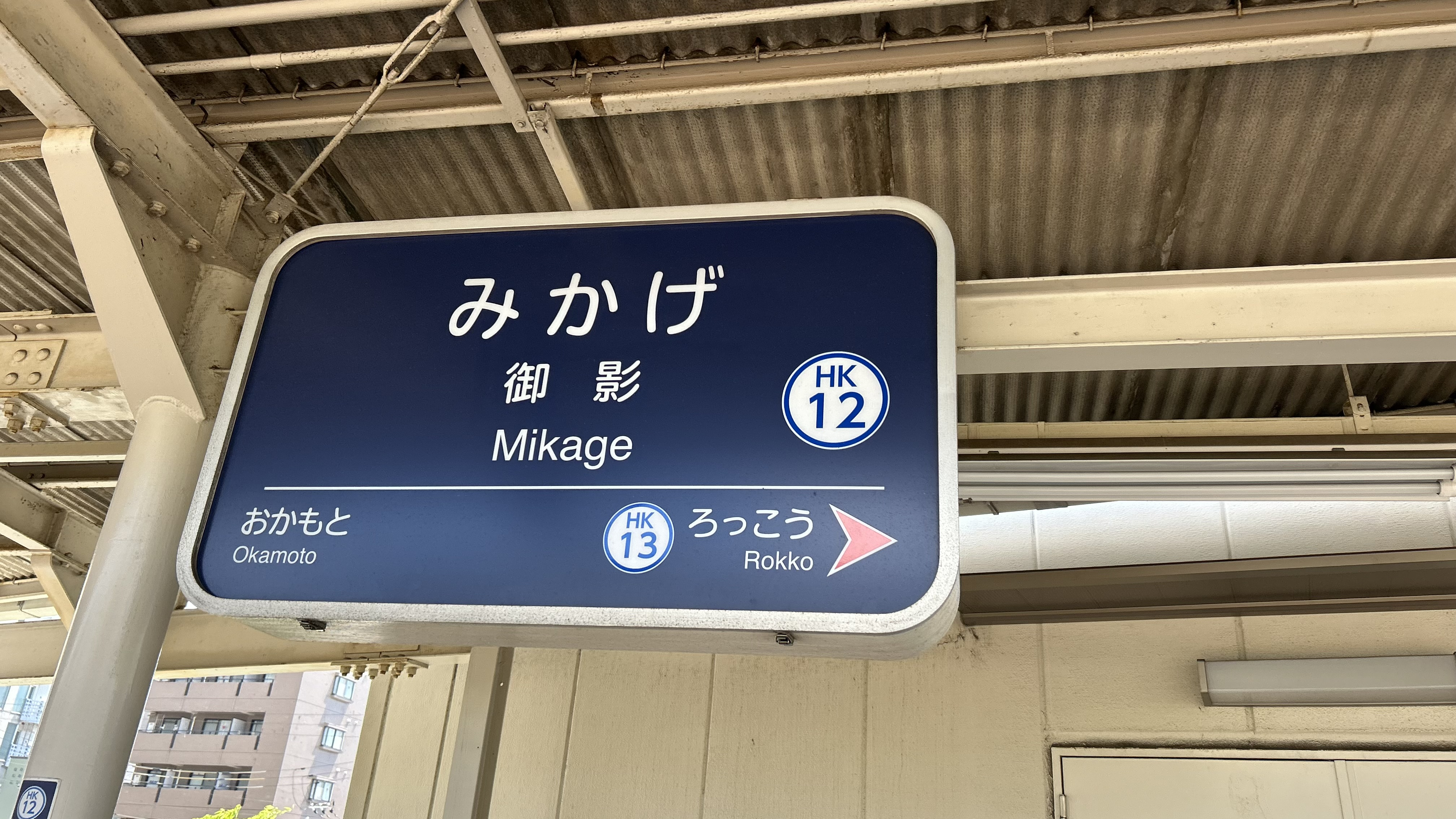
駅名標
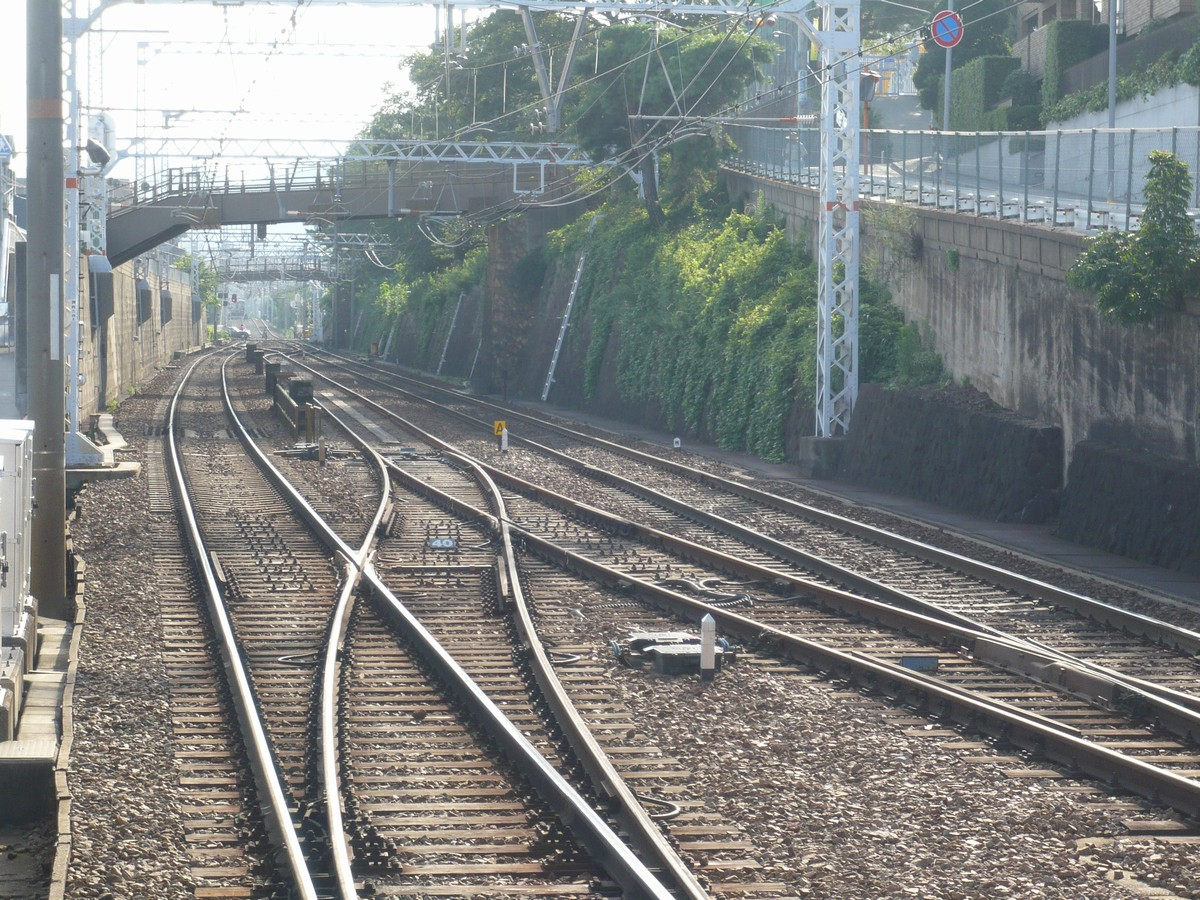
待避線
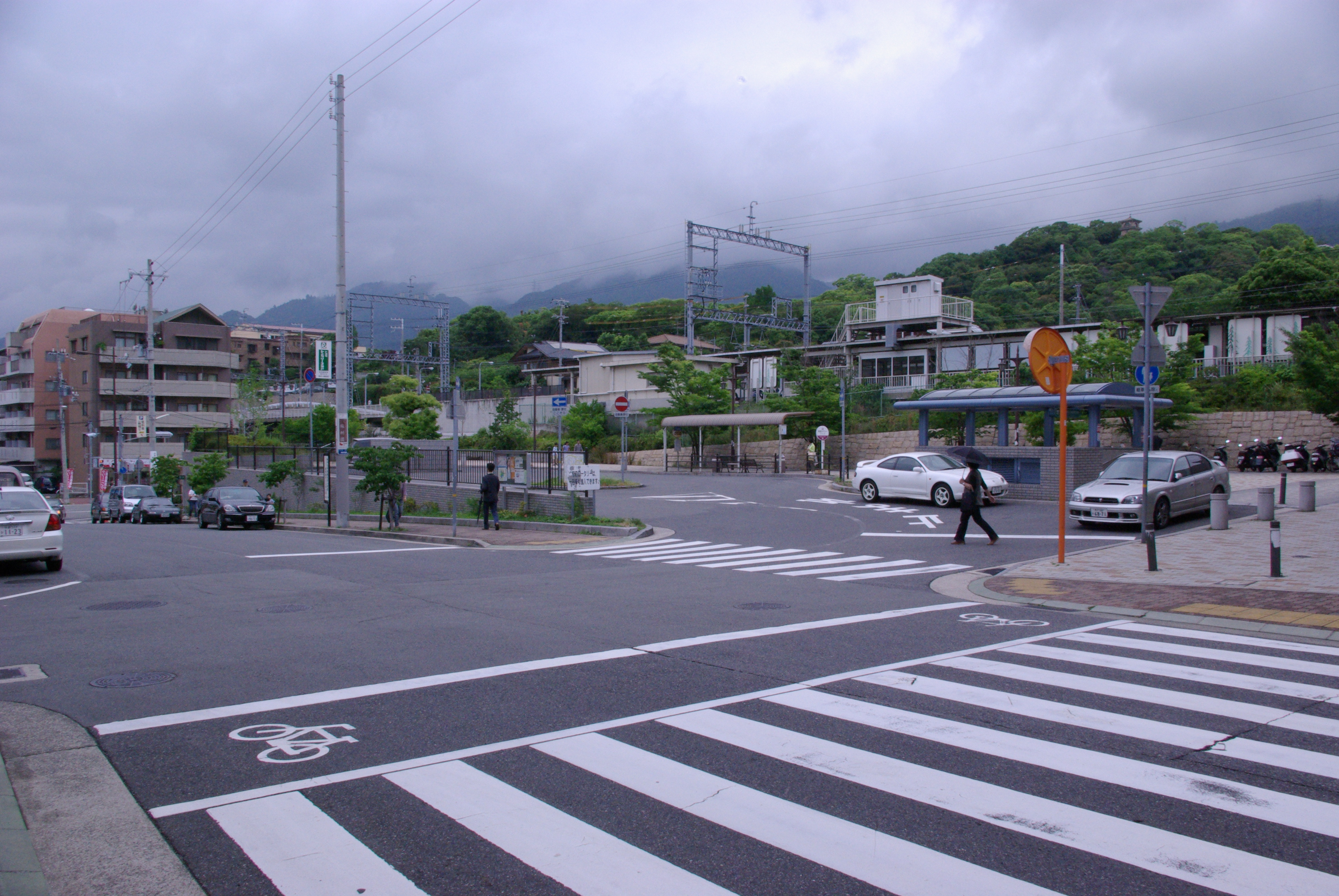
南改札を出て右手側にあるロータリー。地下は駐輪場となっている。

## 利用状況
2023年（令和5年）の通年平均乗降人員は15,407人であり、阪急電鉄の駅では富田駅に次いで第48位。

### 年次別利用状況
各年次の乗降人員の推移は下表の通り。
2016年は天神橋筋六丁目駅を含めた上位50位のみの公表。2017年以降については阪急管理の全駅の数値が公表されているが、天神橋筋六丁目駅は公表対象外となっているため、同駅を含めるか否かで順位が変わるが、ここでは出典上での順位をそのまま記載する。また2016年次のみ、乗車人員・降車人員も判明している。
| 年次               | 乗降人員 | 増減率 | 順位 | 出典       |
| ------------------ | -------- | ------ | ---- | ---------- |
| 2016年（平成28年） | 16,438   |        | 50位 | [ 阪急 1 ] |
| 2017年（平成29年） | 16,604   | 1.0%   | 50位 | [ 阪急 2 ] |
| 2018年（平成30年） | 16,609   | 0.0%   | 49位 | [ 阪急 3 ] |
| 2019年（令和元年） | 16,748   | 0.8%   | 49位 | [ 阪急 4 ] |
| 2020年（令和02年） | 12,690   | -24.2% | 49位 | [ 阪急 5 ] |
| 2021年（令和03年） | 13,443   | 5.9%   | 47位 | [ 阪急 6 ] |
| 2022年（令和04年） | 14,537   | 8.1%   | 49位 | [ 阪急 7 ] |
| 2023年（令和05年） | 15,407   | 6.0%   | 48位 |            |

#### 平日限定データ
2007年から2015年までのデータは平日限定となっており、また上位50駅のみの公表となっていた。2007年・2008年・2009年・2013年は50位圏外となっていたため数値が不明。増減率については前年からの比であるため、2013年分が判明していない2014年については記載しない。
公表された年度については全て乗車人員・降車人員ともに判明している。
| 年次               | 乗車人員 | 降車人員 | 乗降人員 | 増減率 | 順位 | 出典        |
| ------------------ | -------- | -------- | -------- | ------ | ---- | ----------- |
| 2010年（平成22年） | 8,897    | 8,560    | 17,457   |        | 50位 | [ 阪急 8 ]  |
| 2011年（平成23年） | 8,922    | 8,610    | 17,532   | 0.4%   | 50位 | [ 阪急 9 ]  |
| 2012年（平成24年） | 9,075    | 8,752    | 17,827   | 1.7%   | 50位 | [ 阪急 10 ] |
| 2014年（平成26年） | 9,280    | 8,973    | 18,253   |        | 50位 | [ 阪急 11 ] |
| 2015年（平成27年） | 9,396    | 9,130    | 18,526   | 1.5%   | 50位 | [ 阪急 12 ] |

## 駅周辺
財界人や文化人などの豪壮な邸宅建築が多く、市内随一の高級住宅街である。美術館や洋菓子店も多い。2008年には駅の南西に達していた市道弓場線が延伸され、ホーム西側の線路との立体交差が完了。同時に従来の南口に加えて、北口にもロータリーが整備された。
なお、阪神本線の御影駅やJR神戸線・六甲ライナーの住吉駅とは約1.2キロメートルの距離がある（南へ徒歩約15分）。
- 世良美術館[3]
- 香雪美術館[3]
- 白鶴美術館[3]
- 豊雲記念館[3]
- 深田池公園
- 弓弦羽神社[3]
- 神戸市立御影北小学校
- 神戸市立住吉中学校
- 神戸大学附属中等教育学校
- 兵庫県立御影高等学校
- 頌栄短期大学
- 上御影郵便局
- 神戸御影山手郵便局
- 甲南医療センター

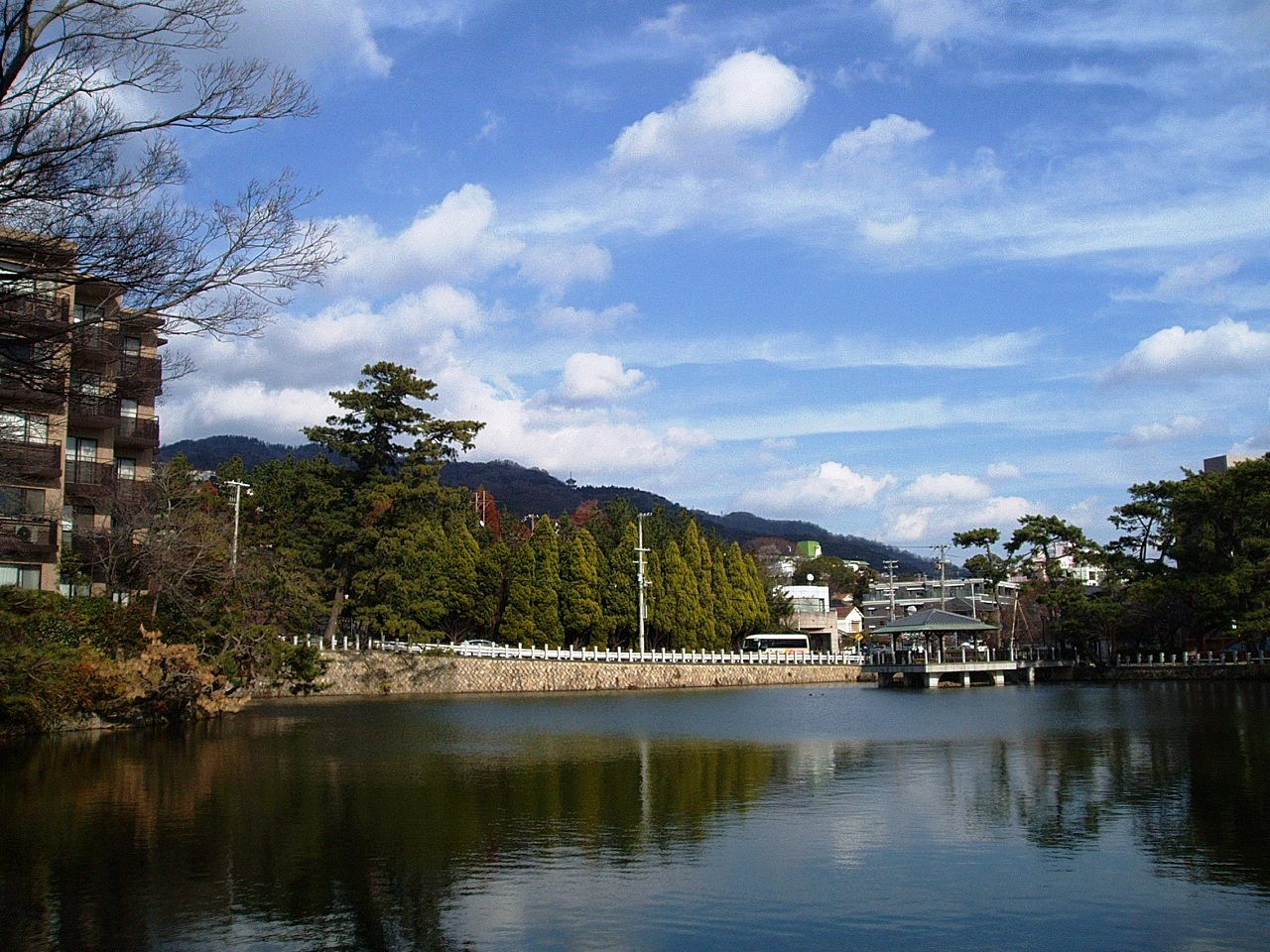
深田池公園

- JR西日本・神戸新交通 住吉駅（徒歩15分）

## バス路線

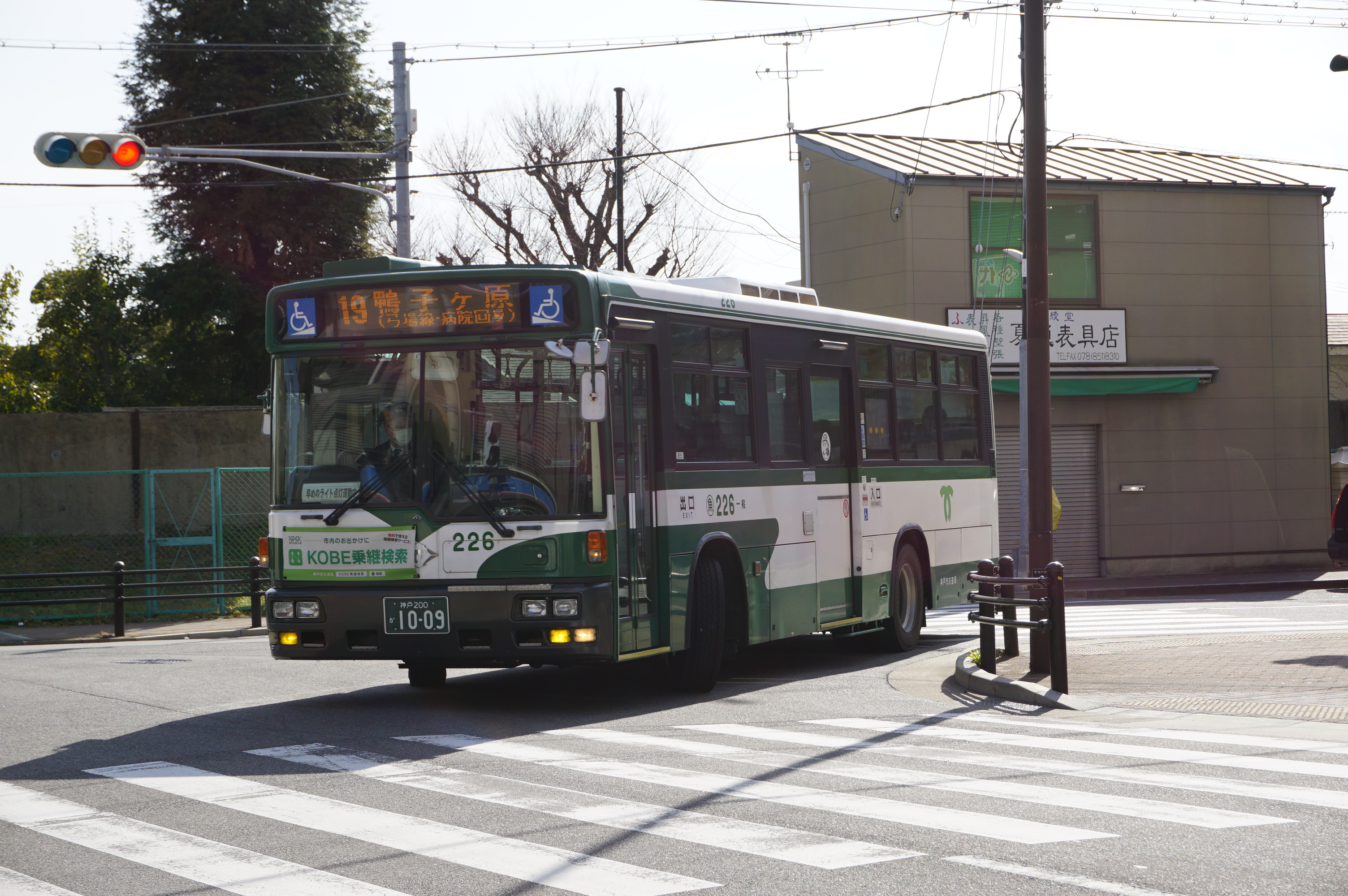
神戸市バス19系統

神戸市バス（魚崎営業所・石屋川営業所）とみなと観光バスが乗り入れ、以下の路線を運行している。

### 神戸市バス
南北双方に停留所があり、南側（ローソン阪急御影駅前店向かい）が「阪急御影」、北側（ロータリー内）が「阪急御影北口」である。
下記の系統のうち、37系統は阪急御影のみの停車。ほか2系統は両停留所を経由するが、阪神御影行きは阪急御影北口のみの停車である。
- 37B系統：JR住吉駅前
- 19系統：甲南医療センター前・鴨子ヶ原2方面／阪神御影
- 39系統：甲南医療センター前・鴨子ヶ原2方面／阪神御影

### みなと観光バス
みなと銀行（阪急御影支店）の向かいに発着。停留所名は「阪急御影駅南」。
- 131系統：六甲アイランド方面

## 隣の駅
阪急電鉄
■神戸本線
■特急・■通勤特急・■準特急
通過
■急行・■快速・■普通
岡本駅 (HK-11) - 御影駅 (HK-12) - 六甲駅 (HK-13)

### 記事本文